# Нанда, Гулзарилал
Гулзарилал Нанда (хинди गुलजारीलाल नन्दा, 4 июля 1898, Сиалкот, Пенджаб, Британская Индия — 15 января 1998, Ахмадабад, Индия) — индийский экономист и государственный деятель, и. о. премьер-министра Индии (1964 и 1966).

## Биография
Родился в пенджабской индуистской семье. Получил образование в Лахоре, Амритсаре, Агре. Окончил Аллахабадский университет.
В 1920—1921 гг. работал исследователем проблем труда в Аллахабадском университете, в 1921 г. стал профессором экономики в Национальном колледже в Бомбее (Мумбаи).
В эти годы активно включился в антиколониальное движение. В 1922 г. был назначен секретарём Ахмедабадской ассоциации текстильных рабочих, проработал на этом посту до 1946 г. Находился в заключении в 1932 г. и с 1942 по 1944 г.
Во времена британской колониальной администрации в 1937 г. был избран в Законодательное собрание Бомбея, с 1937 по 1939 г. являлся парламентским секретарём (по труду и акцизам) в правительстве Бомбея. На посту министра труда в правительстве Бомбея в 1946—1950 гг. успешно провёл апробацию законопроекта о трудовых спорах. Также занимал посты попечителя Мемориального фонда Кастурба (жены Махатмы Ганди), секретаря Индийской организации труда и социального обеспечения, председателя Жилищного совета Бомбея. Входил в состав Национального планового комитета. Сыграл важную роль в организации Индийского национального конгресса профсоюзов, а позже стал его президентом.
После провозглашения независимости Индии в 1947 г. был направлен в Женеву (Швейцария) в качестве правительственного делегата при Международной организации труда. Работал в Комитете по свободе ассоциаций, посетил Швецию, Францию, Швейцарию, Бельгию и Соединённое Королевство, чтобы изучить условия труда и жилья в этих странах.
В марте 1950 г. был назначен заместителем председателя Индийской комиссии по планированию. В сентябре 1951 г. он был назначен министром планирования в правительстве Индии, с 1952 по 1957 гг. одновременно являлся министром ирригации и энергетики. Возглавлял индийскую делегацию в Плановом консультативном комитете, проходившем в Сингапуре в 1955 г. и сессии Международной конференции труда, проходившей в Женеве в 1959 г.
- 1957—1963 гг. — министр труда, занятости и планирования, также являлся заместителем председателя Комиссии по планированию. Инициировал Форум Конгресса за социалистические действия в 1962 г.,
- 1963—1966 гг. — министр внутренних дел,
- 1964 г. — министр иностранных дел,
- 1970—1971 гг. — министр железных дорог Индии.

С 27 мая до 9 июня 1964 и с 11 января до 24 января 1966 гг. — временный премьер-министр Индии после кончины премьер-министров Джавахарлала Неру и Лала Бахадура Шастри соответственно. Ярый сторонник идей Махатмы Ганди.

## Семья
В браке с Лакшми родились два сына и дочь.

## Награды и звания
В 1997 награждён индийским правительством орденом Бхарат ратна. Также награждён орденом Падма бхушан.